# 49 v. Chr.
Portal Geschichte | Portal Biografien | Aktuelle Ereignisse | Jahreskalender | Tagesartikel

◄ |
2. Jahrhundert v. Chr. |
1. Jahrhundert v. Chr. |
1. Jahrhundert |
►

◄ | 60er v. Chr. | 50er v. Chr. | 40er v. Chr. | 30er v. Chr. |
20er v. Chr. |
►

◄◄ | ◄ | 52 v. Chr. | 51 v. Chr. | 50 v. Chr. | 49 v. Chr. |
48 v. Chr. |
47 v. Chr. |
46 v. Chr. |
► |
►►
Staatsoberhäupter

## Ereignisse

### Cursus Honorum
- Gaius Claudius Marcellus und Lucius Cornelius Lentulus Crus sind Konsuln des Römischen Reichs.
- Marcus Antonius ist Volkstribun der Römischen Republik, gemeinsam mit Lucius Caecilius Metellus, Gaius Cassius Longinus, Quintus Cassius Longinus und Lucius Marcius Philippus.

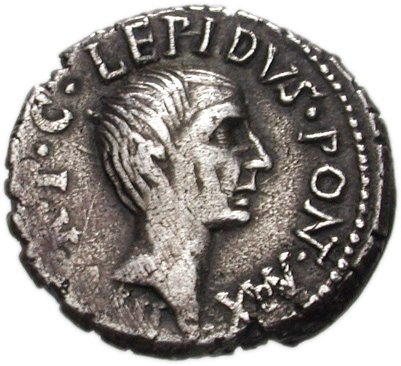
Marcus Aemilius Lepidus

- Marcus Aemilius Lepidus ist praetor. In dieser Eigenschaft initiiert er die in diesem Jahr erfolgende Ernennung Gaius Iulius Caesars zum dictator.

### Römischer Bürgerkrieg
- 7. Januar: Der Römische Senat lehnt Caesars Vorschlag einer gleichzeitigen Entlassung seines Heeres und dem von Gnaeus Pompeius Magnus ab und beauftragt Pompeius mit der Verteidigung Roms.
- 10. Januar: Alea iacta est: Caesar überschreitet den Rubikon und löst damit den Bürgerkrieg gegen Gnaeus Pompeius Magnus aus.
- 23. April: Die Optimaten ziehen sich von Sizilien nach Africa zurück. Caesars General Gaius Scribonius Curio landet auf der Insel.
- August: Curio landet in Africa und erringt dort einige kleinere Siege, wird jedoch in der Schlacht am Bagradas vernichtend geschlagen.

## Gestorben
- August: Gaius Scribonius Curio, römischer Politiker und Feldherr (* 90 v. Chr.)
- Aristobulos II., jüdischer König (* um 100 v. Chr.)
- Alexander, Sohn des Aristobulus (* um 80 v. Chr.)
- Han Xuandi, chinesischer Kaiser der westlichen Han-Dynastie (* 91 v. Chr.)
- Marcus Licinius Crassus, römischer Politiker (* wohl vor 85 v. Chr.)
- Marcus Perperna, römischer Politiker (* um 147 v. Chr.)